# Garcinia pyrifera
Garcinia pyrifera là một loài thực vật có hoa thuộc họ Clusiaceae.
Loài này có ở Malaysia và Singapore.